# Mein fabelhaftes Verbrechen
Mein fabelhaftes Verbrechen (Originaltitel: Mon crime) ist ein französischer Spielfilm von François Ozon aus dem Jahr 2023. Die Krimikomödie handelt von einer erfolglosen Schauspielerin, die des Mordes an einem bekannten Theaterproduzenten beschuldigt wird. Die Hauptrollen übernahmen Nadia Tereszkiewicz und Rebecca Marder. Der Film basiert auf dem gleichnamigen 1934 verfassten Theaterstück von Georges Berr und Louis Verneuil.

## Handlung
Paris in den 1930er-Jahren: Die junge und attraktive Madeleine Verdier ist eine mittellose und talentfreie Schauspielerin. Als sie des Mordes an einem berühmten Theaterproduzenten beschuldigt wird, erhält sie Unterstützung von ihrer besten Freundin Pauline. Der gleichaltrigen, arbeitslosen Anwältin gelingt es, dass Madeleine, die eigentlich unschuldig ist, aufgrund von Notwehr freigesprochen wird. Ihr neues Leben voller Ruhm und Erfolg beginnt in Gefahr zu geraten, als die Wahrheit ans Licht kommt. So behauptet Odette Chaumette, ein früherer Filmstar aus der Stummfilmzeit, das Verbrechen begangen zu haben. Sie besteht darauf, dass Madeleine ihr das „gestohlene“ Verbrechen „zurückgibt“.

## Entstehungsgeschichte

### Drehbuch und Vorproduktion
Mein fabelhaftes Verbrechen (Arbeitstitel: Madeleine) ist der 22. Spielfilm des französischen Regisseurs François Ozon, für das er auch das Drehbuch verfasste. Es handelt sich dabei um eine lose Verfilmung der gleichnamigen Boulevardkomödie von Georges Berr und Louis Verneuil aus dem Jahr 1934. Sie stellt den Mord an einem Pariser Bankier in den Mittelpunkt. Der ermittelnde Kommissar befragt daraufhin alle Augenzeugen, die mit dem Mordopfer am Tag des Verbrechens in Kontakt standen. Unter diesen befindet sich auch Madeleine, eine mittellose und wenig erfolgreiche Schriftstellerin. Madeleine ist die letzte Person, die den Bankier lebend gesehen hat. Obwohl sie unschuldig ist, nutzt sie ihre Position aus, um in den Fokus der Medien zu rücken. Sie gibt an, den Mord begangen zu haben. Im folgenden Gerichtsverfahren wird Madeleine jedoch freigesprochen. Ihr Leben verändert sich schlagartig und ihr werden Geld und Ruhm zuteil. Doch dann stellt sich der wahre Mörder, der frustriert darüber ist, dass jemand anderes von seinem begangenen Verbrechen profitiert.
Nach 20 Jahren arbeitete Ozon wieder mit Isabelle Huppert zusammen. Sie war unter seiner Regie zuletzt in 8 Frauen (2002) zu sehen. Für weitere Rollen wurden Dany Boon, André Dussollier, Fabrice Luchini verpflichtet, während Nadia Tereszkiewicz und Rebecca Marder die Hauptrollen der befreundeten Madeleine und Pauline bekleideten. Boon, Marder und Tereszkiewicz agierten das erste Mal unter der Regie Ozons. Mit Dussollier (Alles ist gut gegangen, 2021) und Luchini (Das Schmuckstück, 2010; In ihrem Haus, 2012) hatte der Filmemacher bereits zusammengearbeitet. Das Projekt wurde als ähnlich ambitioniert beschrieben wie François Ozons Regiearbeit 8 Frauen (2002).

### Dreharbeiten und Postproduktion
Die Dreharbeiten begannen ab April 2021. Gefilmt wurde in und um Paris sowie im belgischen Charleroi und in Brüssel. Als Kameramann und Editorin fungierten einmal mehr Ozons langjährige Vertraute Manuel Dacosse und Laure Gardette, während sich für die Produktion sein reguläres Produzentengespann Eric und Nicolas Altmayer verantwortlich zeichneten. Mein fabelhaftes Verbrechen entstand in Koproduktion zwischen Altmayers Gesellschaft Mandarin in Zusammenarbeit mit Ozons Firma FOZ. Weiterhin war die belgische Scope Pictures am Projekt beteiligt. Canal+ sicherte sich vorab Veröffentlichungsrechte. Die internationalen Verwertungsrechte sicherte sich die Gesellschaft Playtime.
Die Filmmusik komponierte Philippe Rombi, mit Ausnahme der beiden von Danielle Darrieux gesungenen Chansons.

## Synchronisation
Die deutsche Synchronfassung entstand bei der EVA Studios Germany GmbH, Berlin. Beate Klöckner schrieb das Dialogbuch und führte Regie.
| Rolle                    | Darsteller          | Synchronsprecher     |
| ------------------------ | ------------------- | -------------------- |
| Madeleine Verdier        | Nadia Tereszkiewicz | Magdalena Höfner     |
| Pauline Mauléon          | Rebecca Marder      | Lena Schmidtke       |
| Odette Chaumette         | Isabelle Huppert    | Susanna Bonasewicz   |
| Richter Gustave Rabusset | Fabrice Luchini     | Stefan Krause        |
| Palmarède                | Dany Boon           | Matthias Deutelmoser |
| Monsieur Bonnard         | André Dussollier    | Michael Prelle       |
| André Bonnard            | Édouard Sulpice     | Henning Nöhren       |
| Gilbert Raton            | Félix Lefebvre      | Flemming Stein       |

## Veröffentlichung
Ein Kinostart in Frankreich fand ab 8. März 2023 im Verleih von Gaumont statt. In der ersten Woche konnte der Film über 427.000 Kinobesuche verzeichnen.  Kinostart in Deutschland war am 6. Juli 2023.
Auf der Website Allociné hält Mein fabelhaftes Verbrechen derzeit eine Presse-Bewertung von 4 von 5 Sternen, basierend auf über 30 französischsprachigen Kritiken. Vom französischen Publikum wurde Ozons Regiearbeit nahezu gleich beurteilt. Die französischen Medien Le Figaro, L’Humanité, Les Inrockuptibles, L’Obs, Le Parisien und Positif vergaben die höchste oder zweithöchste Bewertung, während Le Monde das Werk mit nur 2 von 5 Sternen versah.